# Cülyan
Cülyan è un comune dell'Azerbaigian situato nel distretto di İsmayıllı. Conta una popolazione di 1 262 abitanti.